# Псевдотсуга прибережна
Прибережна псевдотсуга (Pseudotsuga menziesii var. menziesii) — підвид псевдотсуги Мензіса, вічнозелена хвойна рослина, батьківщиною якої є прибережні райони західної Північної Америки від західної Британської Колумбії до центральної Каліфорнії.
Росте на узбережжі, від Тихого океану до вершин Каскадних гір і Сьєрра-Невада, від рівня моря до висоти 1800 метрів.
Далі вглиб материка замінюється іншим підвидом, псевдотсугою Скелястих гір (Pseudotsuga menziesii var. glauca)